# Ulmus alata
Ulmus alata — вид квіткових рослин з родини в'язових (Ulmaceae). Поширення: центральна та південно-східна частини США.

## Біоморфологічна характеристика
Дерево 10–18 метрів заввишки; крона відкрита. Кора від світло-коричневої до сірої з неглибокими гребенями та пластинками. Деревина тверда. Молоді та старі гілки з супротивними, виступаючими, правильними корковими крилами; гілочки червонувато-коричневі, від запушених до голих. Ніжка листка ≈ 2.5 мм, запушена. Листкова пластинка від ланцетної до обернено-ланцетної, 3–6.9 × 0.6–3.2 см, основа дещо серцеподібна до скошеної, краї подвійно пилчасті, верхівка гостра, поверхні знизу з трихомами на жилках, пучки запушення в пазухах жилок, зверху від голих до шорстких. Суцвіття не звисають, менш як 2.5 см. Квіти: чашечка глибоко лопатева, симетрична, частки 5; тичинки 5; пиляки червоні. Крилатки сіро-коричневі, часто з червонуватим відтінком, від ланцетних до довгасто-еліптичних, ≈ 8 мм, вузькокрилі, краї війчасті, вії білі, 1–2 мм. Насіння злегка потовщене, не роздуте. 2n = 28. Цвітіння: кінець зими — початок весни.

## Середовище
Населяє алювіальні ліси та листопадні ліси, особливо сухі, кислі ліси та галявини, пустирі, росте вздовж парканів. Зростає на висотах 0–600 метрів.

## Використання
Деревина цього дерева найчастіше використовується для виготовлення меблів, дерев'яних виробництв та підлогових покриттів, коробок та ящиків, але також переважно використовується для виготовлення високоякісних хокейних ключок. Цей вид також часто висаджують та вирощують як тінисте дерево як у Північній Америці, так і за її межами.